# Tallaksenvarden
Tallaksenvarden är en kulle i Antarktis. Den ligger i Östantarktis. Norge gör anspråk på området. Toppen på Tallaksenvarden är 895 meter över havet, eller 146 meter över den omgivande terrängen. Bredden vid basen är 1,8 km.
Terrängen runt Tallaksenvarden är varierad. Trakten är glest befolkad. Närmaste befolkade plats är Novolazarevskaya Station, 15,5 kilometer nordost om Tallaksenvarden. 